# Calligypona reyi
Calligypona reyi är en insektsart som först beskrevs av Franz Xaver Fieber 1866.  Calligypona reyi ingår i släktet Calligypona och familjen sporrstritar. Enligt den finländska rödlistan är arten sårbar i Finland. Enligt den svenska rödlistan är arten nära hotad i Sverige. Arten förekommer i Götaland och Öland. Artens livsmiljö är strandängar vid sötvatten. Inga underarter finns listade i Catalogue of Life.